# Cobán
Cobán is een bergstad in Guatemala en hoofdplaats van het departement Alta Verapaz.
De gemeente Cobán telt 280.000 inwoners. De stad is tweetalig: Q'eqchi' en Spaans.
Cobán werd kort na de Spaanse verovering van Guatemala door de Dominicanen gesticht; de gehele Verapaz was protectoraatsgebied van de Dominicanerorde. De eerste Maya-inwoners werden vanuit het bergland overgebracht naar de nieuwe nederzetting. In 1538 verhief Keizer Karel V Cobán tot keizerstad (ciudad imperial), in 1599 werd het bisschopszetel.

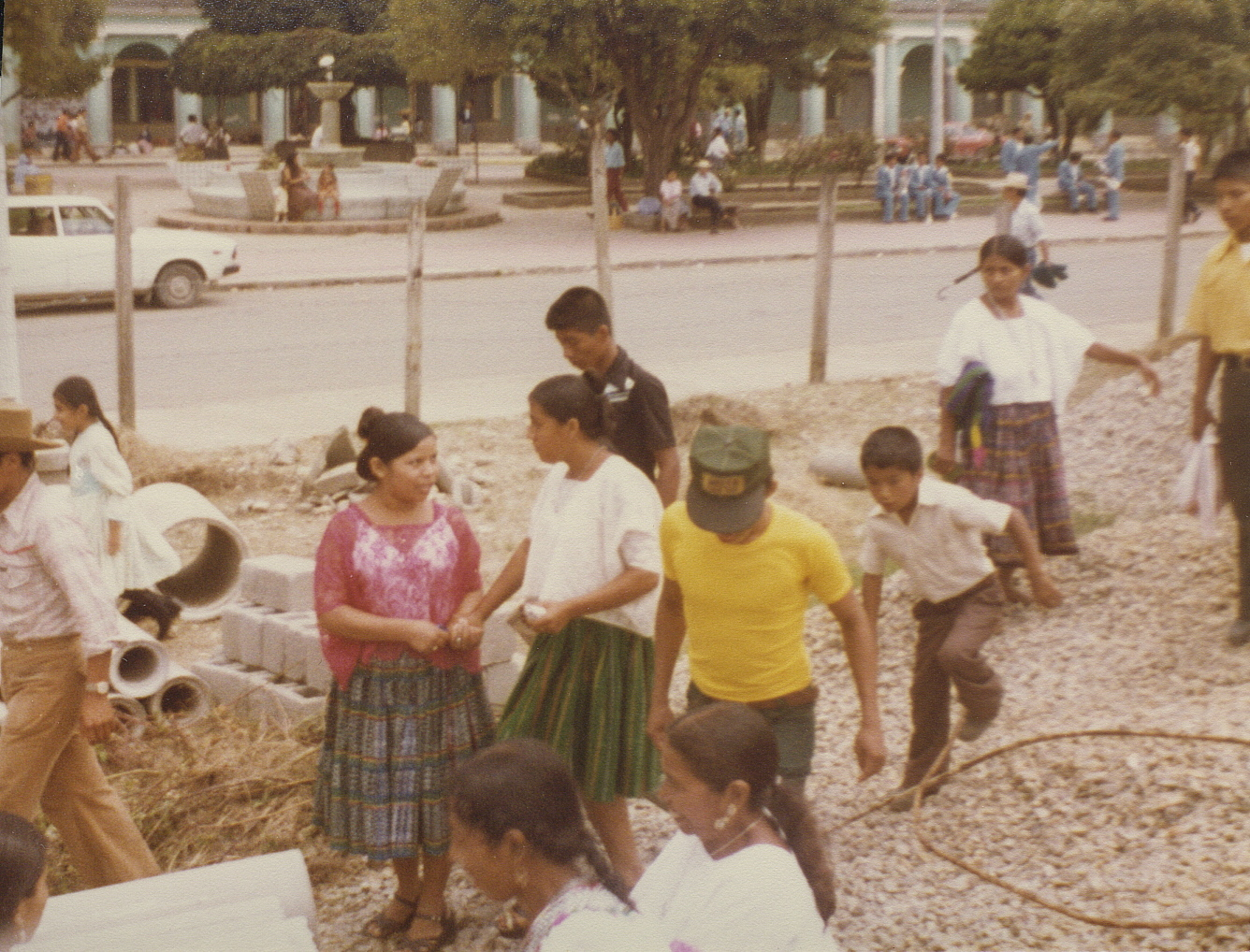
Het centrale plein van Cobán

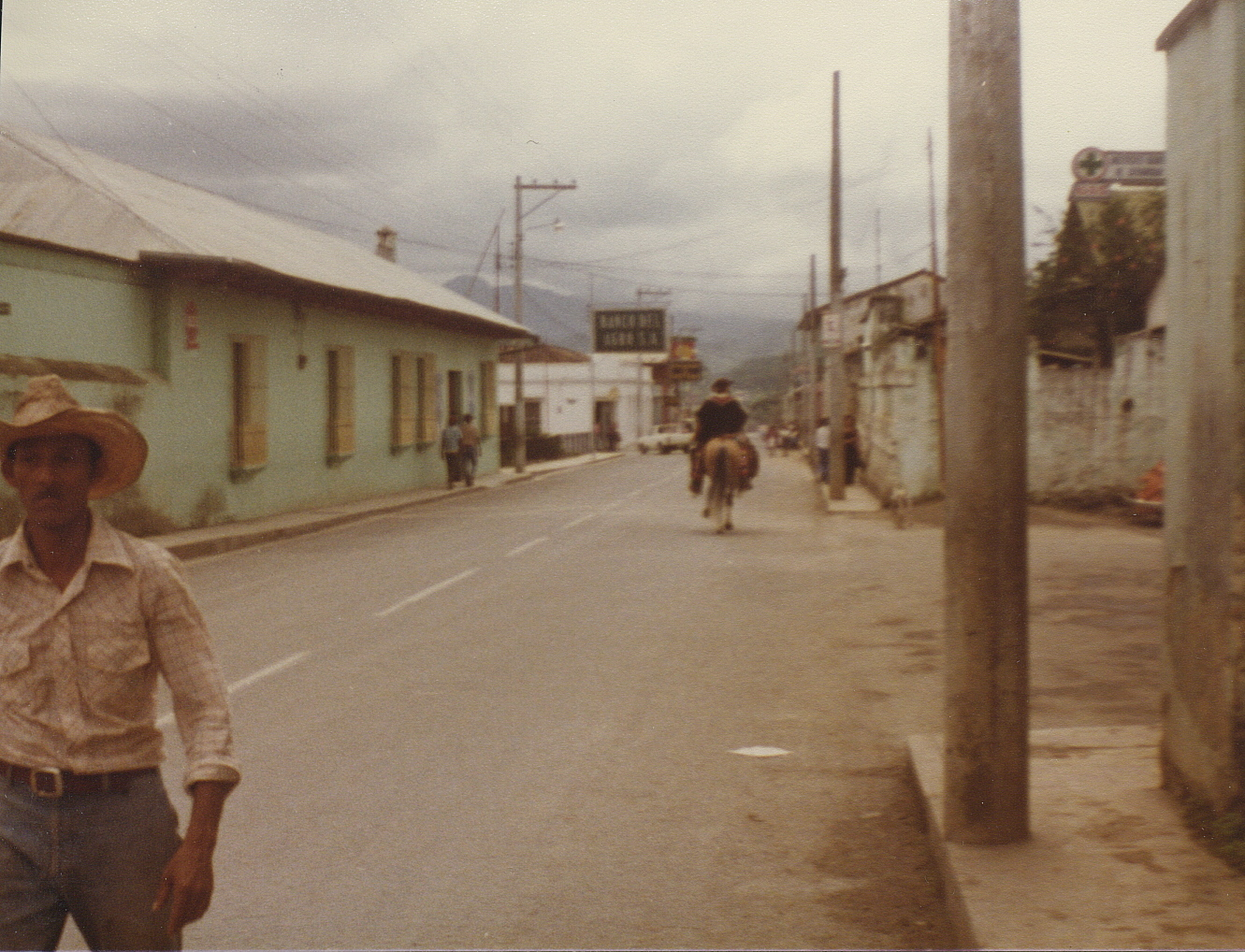
Straatbeeld in het centrum